# Нейтринные осцилляции
Нейтри́нные осцилля́ции — превращения нейтрино (электронного, мюонного или таонного) в нейтрино другого сорта (поколения), или же в антинейтрино. Теория предсказывает наличие закона периодического изменения вероятности обнаружения частицы определённого сорта в зависимости от прошедшего с момента создания частицы собственного времени.
Идея нейтринных осцилляций была впервые выдвинута советско-итальянским физиком Бруно Понтекорво в 1957 году.
Такааки Кадзита и Артур Макдональд получили Нобелевскую премию по физике 2015 года за экспериментальное подтверждение нейтринных осцилляций.
Наличие нейтринных осцилляций важно для решения проблемы солнечных нейтрино.

## Осцилляции ввакууме
Предполагается, что такие превращения — следствие наличия у нейтрино массы или (для случая превращений нейтрино↔антинейтрино) несохранения лептонного заряда при высоких энергиях.
Стандартная модель в первоначальной версии не описывает массы нейтрино и их осцилляции, однако они могут быть включены в эту теорию с помощью сравнительно небольшой модификации — включения в общий лагранжиан массового члена и PMNS-матрицы смешивания нейтрино.
Вакуумные осцилляции обнаружены для атмосферных, реакторных и ускорительных нейтрино. Для солнечных нейтрино вакуумные осцилляции могут быть субдоминантным процессом, но пока существование этого типа осцилляций для них не подтверждено, в отличие от осцилляций в веществе (эффект Михеева — Смирнова — Вольфенштейна, см. ниже).
Если масса нейтрино равна нулю (а её значение пока неизвестно) либо массы всех типов нейтрино равны, то такой процесс, теоретически, не должен иметь места.

## Осцилляции ввеществе
Нейтринные осцилляции в веществе обусловлены наличием у нейтрино эффективной массы в среде, ненулевой независимо от наличия у нейтрино массы. Такие осцилляции резко усиливаются при движении пучка нейтрино в веществе с плавно меняющейся плотностью в момент, когда эффективные массы двух типов нейтрино становятся близки друг к другу (для этого необходимо также, чтобы разные типы нейтрино по-разному взаимодействовали с веществом, то есть чтобы эффективные потенциалы нейтрино в среде зависели от плотности среды по-разному). Этот эффект называется эффектом Михеева — Смирнова — Вольфенштейна и считается основной причиной экспериментально обнаруженного недостатка электронных нейтрино в потоке нейтрино от Солнца.

## Эксперименты
Осцилляции наблюдались для:

Относительные доли поколений нейтрино в потоке нейтрино на разном расстоянии от ядерного реактора

- солнечных нейтрино (хлор-аргонный эксперимент Дэвиса, галлий-германиевые эксперименты SAGE, GALLEX/GNO, водно-черенковские эксперименты Kamiokande и SNO), сцинтилляционный эксперимент BOREXINO;
- атмосферных нейтрино (Kamiokande, IMB), возникающих при взаимодействии космических лучей с ядрами атомов атмосферных газов в атмосфере;
- реакторных антинейтрино (сцинтилляционный эксперимент KamLAND [6], Daya Bay[7], Double Chooz, RENO);
- ускорительных нейтрино (эксперимент K2K (англ. KEK To Kamioka) наблюдал уменьшение количества мюонных нейтрино после прохождения 250 км в толще вещества[8], эксперимент OPERA обнаружил в 2010 году осцилляции мюонных нейтрино в тау-нейтрино с последующим рождением тау-лептонов, T2K (англ. Tokai to Kamioka), MINOS);

Осцилляции с превращением мюонных нейтрино, а также антинейтрино, в электронные исследуются в настоящее время в эксперименте MiniBooNE, поставленном по условиям эксперимента LSND. Предварительные результаты эксперимента могут указывать на разницу в осцилляциях нейтрино и антинейтрино.